# Il segno degli Hannan
Il segno degli Hannan (Last Embrace) è un film del 1979 diretto da Jonathan Demme con Roy Scheider e Janet Margolin. È basato sul racconto The 13th Man di Murray Teigh Bloom.

## Trama
New York: Harry Hannan sfugge ad un attentato, nel quale, però, rimane uccisa la moglie Dorothy. Dopo qualche tempo, sembra ritrovare conforto e serenità tra le braccia di Ellie Fabian, un'affascinante studentessa di antropologia ritrovatasi nel proprio appartamento. L'incubo è tutt'altro che finito: Harry rimane infatti coinvolto in una serie di misteriosi avvenimenti e di delitti collegati ad un'iscrizione in antico ebraico e ai propri antenati, carnefici e vittime di un losco traffico di esseri umani alla fine degli anni trenta.